# Большой Вяз
Большой Вяз — озеро в Вязовской волости Новосокольнического района Псковской области. Расположено на Бежаницкой возвышенности.
Площадь — 2,7 км² (268,5 га; с островами — 2,8 км² или 277,6 га). Максимальная глубина — 8,7 м, средняя глубина — 4,3 м.
На берегу озера расположена деревня Вяз.
Проточное. Через озеро протекает река Великая, исток которой находится к северо-западу от соседнего озера Малый Вяз.
Тип озера лещово-уклейный с ряпушкой. Массовые виды рыб: лещ, щука, ряпушка, плотва. уклея, окунь, густера, ерш, красноперка, карась, линь, налим, язь, пескарь, бычок-подкаменщик, вьюн, щиповка, елец, голавль, верховка, быстрянка, голец, девятииглая колюшка; широкопалый рак (единично).
Для озера характерны: в литораль — песок, галька, камни, заиленный песок, в центре — ил, заиленный песок, камни; в прибрежье — леса, луга, поля, огороды, заболоченные участки берега.